# Paul Herold (Artist)

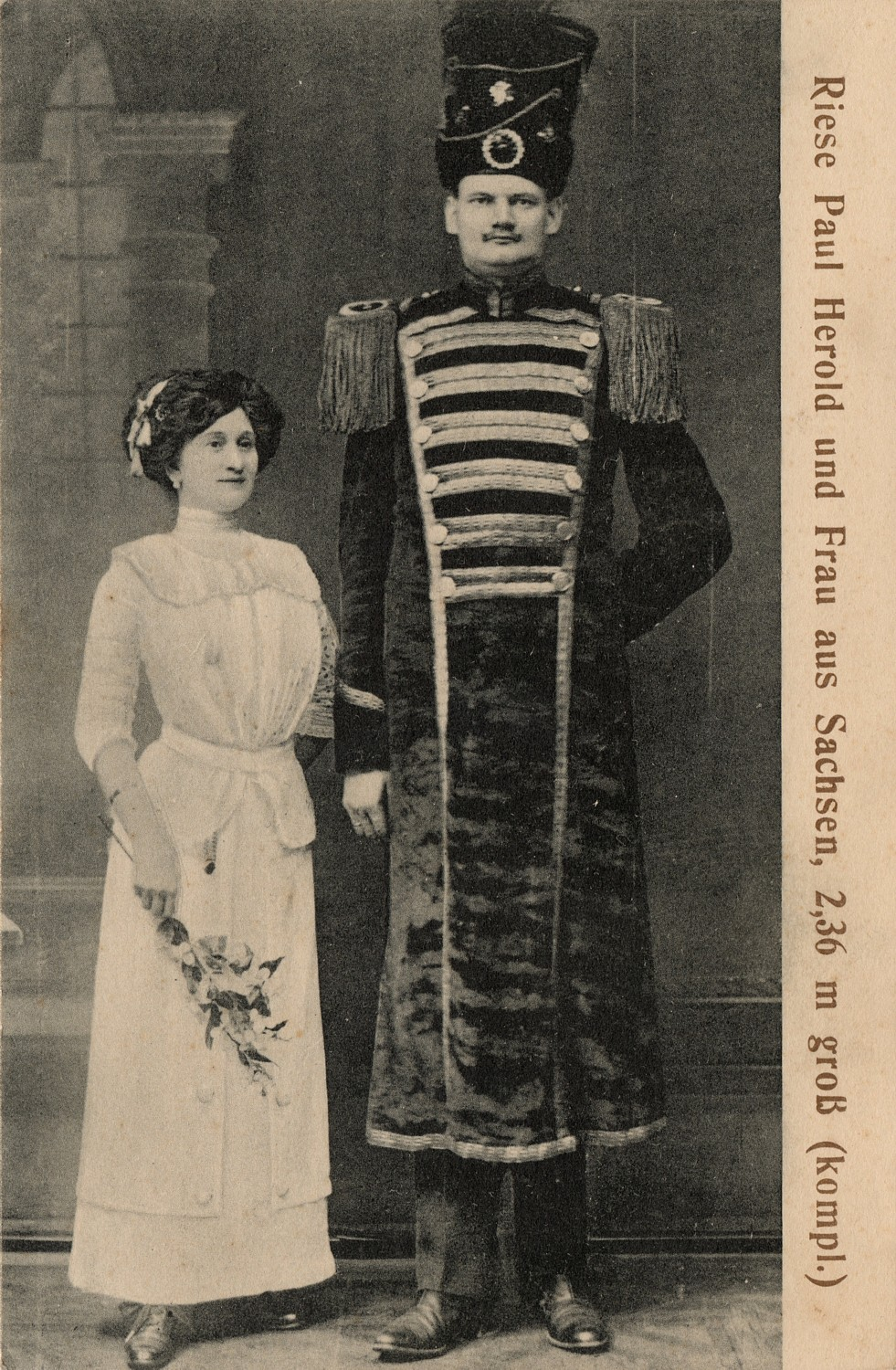
Riese Paul Herold und seine Frau im Jahre 1912

Ernst Otto Paul Herold (* 27. September 1874 in Leipzig; † August 1939 in Chicago) war ein deutschamerikanischer Artist und Zirkusdarsteller. Berühmt geworden ist er unter dem Beinamen „Riese“. 

## Familie
Paul Herold stammte aus einfachen Verhältnissen und wurde am 27. September 1874 als erstes Kind der Familie in Leipzig geboren. Sein Vater arbeitete bei der Sächsischen Staatseisenbahn, seine Mutter war bei der Geburt 21 Jahre alt und die Tochter eines Huf- und Waffenschmieds aus der Gegend von Wurzen. Die Eltern lebten in der damaligen Lützowstraße, der heutigen Niederkirchnerstraße in der Südvorstadt. 

## Jugendjahre
Wann genau das sprunghafte Wachstum des Paul Herold begann, ist ungewiss. Doch schon in Jugendjahren muss er sehr groß gewesen sein, und er wuchs immer weiter, bis er schließlich die stattliche Körpergröße von 2,36 Metern erreicht hatte. Andere Quellen sprechen gar von 2,43 Metern. Einige alte Aufnahmen von ihm belegen, dass er mit Sicherheit in den Jahren von 1896 bis 1927 auch als „Riese“, als Artist, seinen Lebensunterhalt verdient hat. Paul Herold kam dadurch schon in jungen Jahren an Orte in ganz Deutschland, wie Stettin, Krefeld und Elberfeld. Hier ließ er sich mit dem fast gleich großen Riesen Leony ablichten. Die Aufnahme widmete er 1896 seiner Familie. Später zog es ihn nach ganz Europa und Nordafrika.

## Karriere

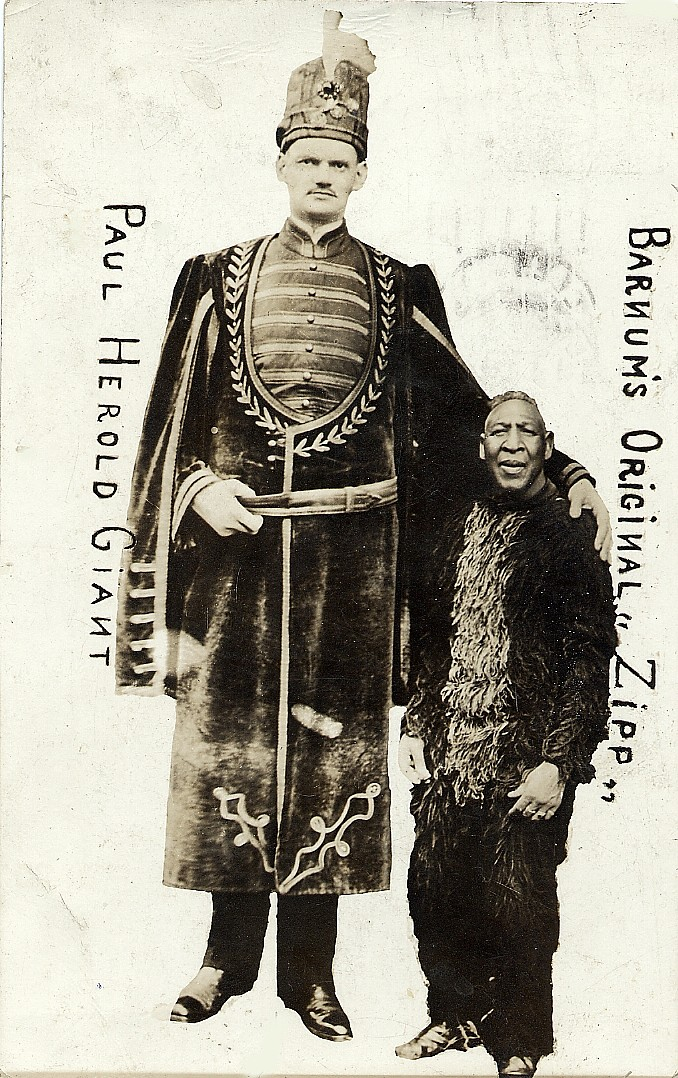
Paul Herold und sein Kollege Zip the Pinhead 1921

Viele Jahre hat Paul Herold an verschiedenen Orten in den USA gelebt und gearbeitet. Stationen waren 1921 Los Angeles, 1924 New York und 1927 Buffalo. Einem Millionenpublikum bekannt geworden sein dürfte er durch seine Auftritte im Zirkus Barnum. Zu seinen Kollegen gehörte Barnums Original Zipp, auch Zip the Pinhead genannt. Der Sohn afroamerikanischer Sklaven war wesentlich älter als Paul Herold. Seine Besonderheit war sein seltsam verformter Kopf, der im Gegensatz zum Körper klein war und ihn jünger aussehen ließ. Auf Fotos von Paul Herold ist erkennbar, dass er seine Körperlänge durch geeignete Kopfbedeckungen optisch noch vergrößert hat. Vielfach trat er auch mit einem Militärgewand kostümiert auf.

## Leben
Paul Herold war mit einer Wiener Sängerin verheiratet, die normal groß war. Offenbar hat Paul Herold durch alle Jahre seines bewegten Lebens Kontakte mit seinen Verwandten aufrechterhalten. In einem Brief an seine Familie, den er zu Weihnachten 1927 schrieb, schildert er eindrücklich seine Erlebnisse in den USA. Selbst für ihn war es nicht leicht, in einem Land zu arbeiten, „wo sie einem erst recht nichts schenken“, aber wenn man sich einigermaßen gesund fühle, möge es noch gehen. 
Paul Herolds Frau durfte vorerst nicht mit ihm in die USA ziehen, da sie zur österreichischen Quote gehörte und lange auf die Einwanderungserlaubnis warten musste. 1927 wartete er bereits vier Jahre auf sie, und stand kurz davor, wieder nach Deutschland zurückzukehren. Doch es sollte anders kommen. Er blieb in den USA und starb 1939 in Chicago in einem Hospital.